# Humberto Scotti
Humberto Scotti fue un actor de nacionalidad uruguayo con carrera en Argentina.

## Carrera
Hermano del también actor Alejandro Scotti, integró la Compañía de Comedias de Pepe Podestá desde 1901, en el Teatro Apolo, interviniendo en el clásico de Florencio Sánchez, Barranca abajo. En dicha obra estaban también Pablo Podestá, Pepe Podestá, Lea Conti, Herminia Mancini, Blanca Vidal, , María Broda, Rosa Bozán, Pascual Torterolo, Totón Podestá, Juan Farías, y Aída y Olinda Bozán. Luego integró la "Compañía Nacional Pablo Podestá", que dirigía el actor José Podestá y en la que actuaban, entre otros, Pablo Podestá, Lea Conti, Aurelia Ferrer, Elías Alippi, Antonio Podestá, Totón Podestá, Ubaldo Torterolo, Pierina Dealessi, Rosa Bozán, Juan Farías, Jacinta Diana y Ángel Quartucci. Formó parte en 1925 de la "Compañía Argentina de Dramas, Cantos y Bailes Arturo Grecco", junto a actores como Pepito Petray, Alberto Parrilla, Francisco Sanguinetti, Ernesto Merlo, García Soriano, Sara Parrilla, Agustina Rafetto, Floricel Vidal, Norberto González, Luis Sandrini, Domingo Espíndola, Ramón García, Alberto Bastos y Adolfo Meyer. En 1910 actúa con la compañía de Luis Vittone y Pepe Podestá, en las obras En el Fuego y Después de misa (1911), estrenadas en el Teatro Apolo, con un elenco conformado por Blanca Podestá, Elsa Conti, Segundo Pomar, Salvador Rosich y Lila Scotti.

## Teatro
- Barranca abajo
- La piedra de escándalo
- En el Fuego
- Después de misa